# Maisa Mitidieri
Maisa Mitidieri (Aracaju, 15 de outubro de 1978) é uma política brasileira, eleita deputada estadual de Sergipe pelo Partido Social Democrata com 35 707 votos.